# Can Trinxet (Hospitalet)
Can Trinxet era un conjunt industrial i ara urbanístic que forma part de Santa Eulàlia (barri de l'Hospitalet), a l'àrea metropolitana de Barcelona. Està classificat territorialment dins del Districte III, juntament amb Granvia L'H.
El barri limita a l'est amb la ciutat de Barcelona (amb la qual comparteix el carrer Riera Blanca); al nord, amb el barri de la Torrassa; a l'oest, amb Sant Josep i El Centre, al sud, amb El Gornal, Granvia L'H i Pedrosa.
L'empresa tèxtil Can Trinxet es va fer popular a principis del segle XX per fabricar l'anomenat ‘vellut del tramviaire’ amb la qual es confeccionaven els uniformes dels treballadors de la Companyia de Tramvies de Barcelona.

## Història

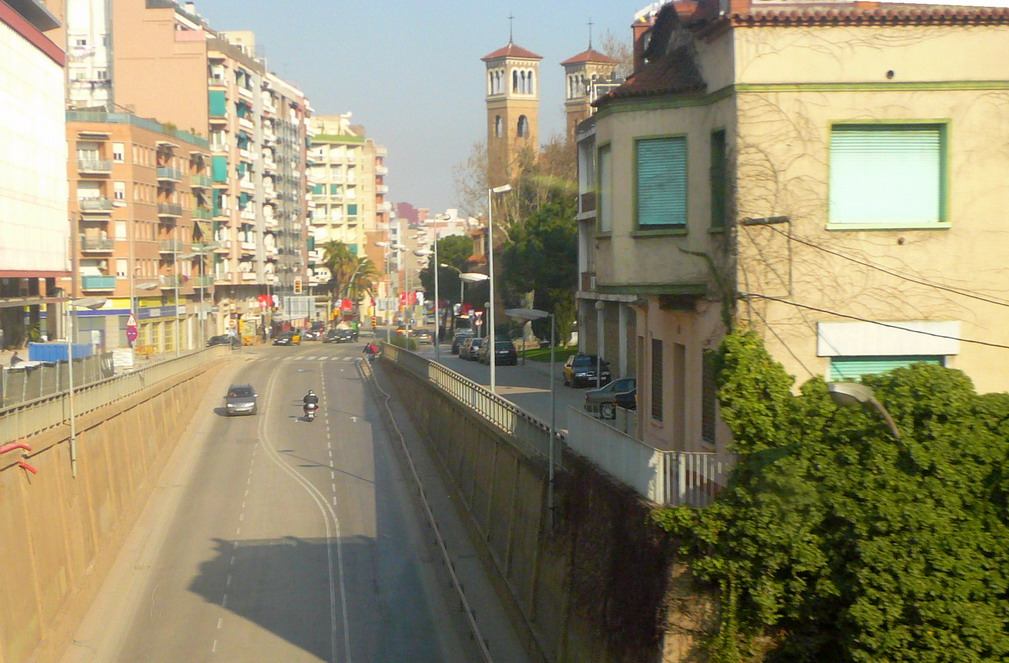
Carrer De Santa Eulàlia

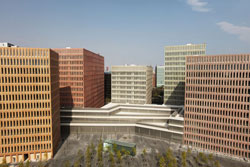
Ciutat de la Justícia

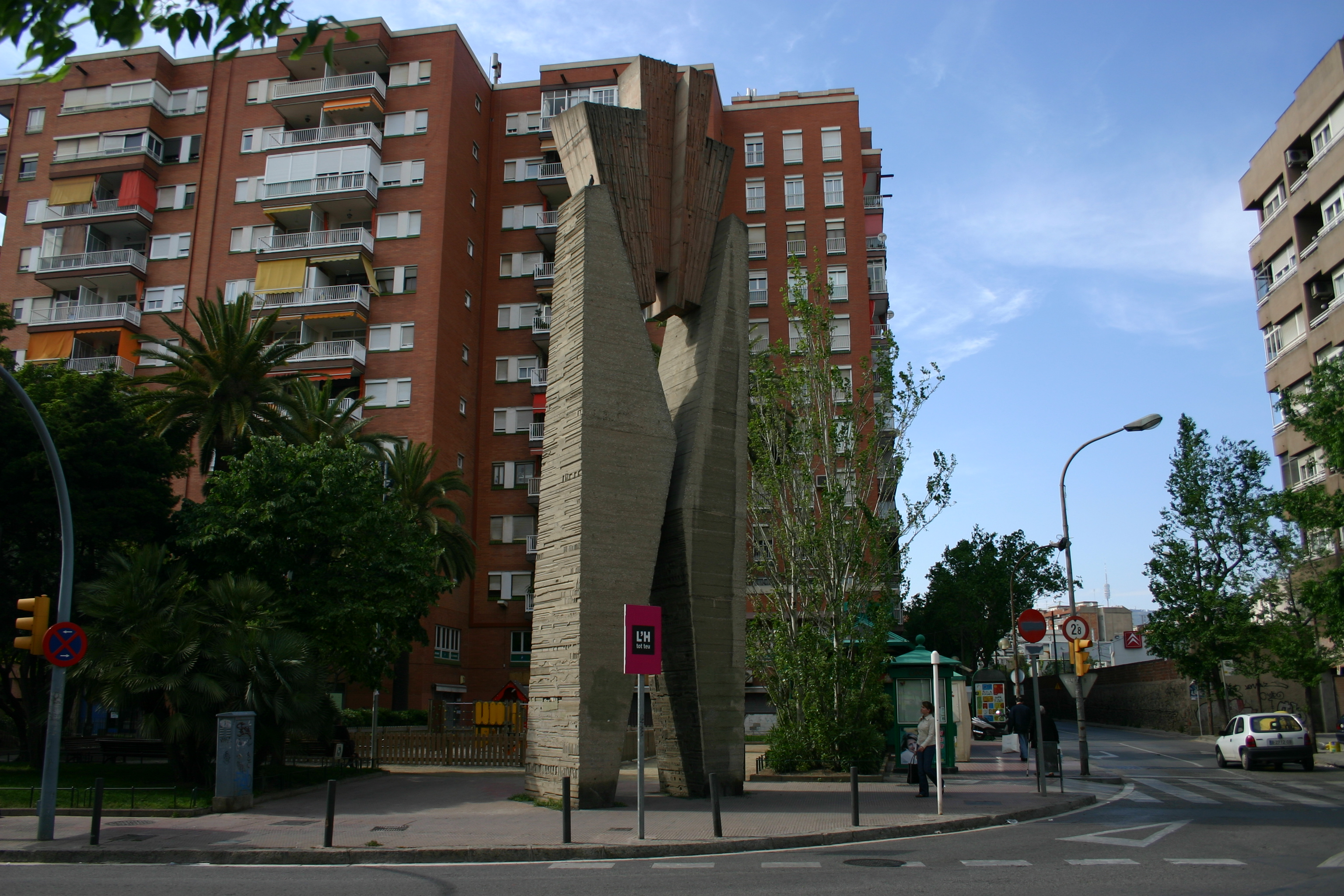
La Creu de Santa Eulàlia, coneguda com «la Pinça»

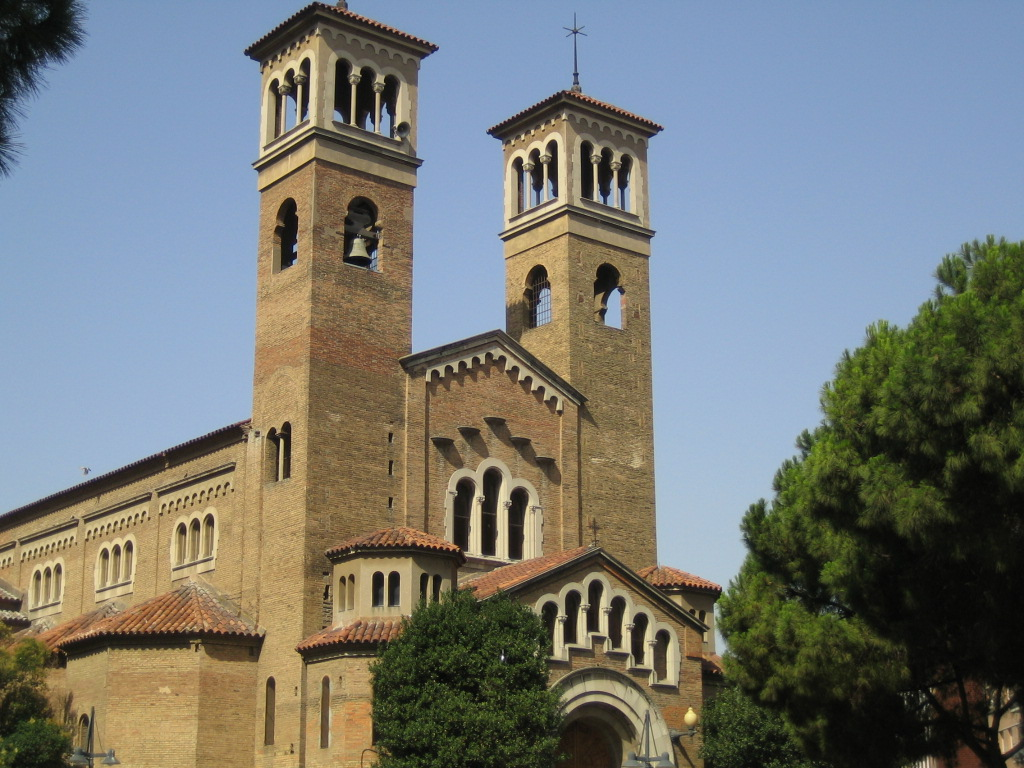
Església de Santa Eulàlia de Provençana

Can Trinxet va ser ocupat per primera vegada per una fàbrica tèxtil en 1890, propietat de Salvador Oller. El complex industrial Can Trinxet va ser construït en 1905, per Joan Alsina i Arús, al costat, per acollir la fàbrica Avelino Trinxet i Fills. En aquell moment ja era una de les fàbriques tèxtils de cotó més importants d'Espanya. En 1914 s'àmplia el recinte, i en 1916 s'aixeca el mur que envolta al complex industrial.
En 1930, en plena expansió industrial de la família Trinxet, Can Trinxet, a través d'Avel·lí Trinxet i Pujol, entra a formar part del gran grup tèxtil Unión Industrial Algodonera S.A., al costat de la família Bosch Catarineu i Salvador Villarrasa Vall, les accions de la qual desapareixen a causa de la guerra civil i han de ser recuperades en 1939.
En 1933, arrenda els locals d'una empresa tèxtil contigua, Can Gras, construïda entre 1906 i 1910 segons el projecte de Modest Feu i dedicada a la producció de pana i llençols. I és que l'impuls definitiu de l'inici d'aquest nucli industrial de Santa Eulàlia, en l'Hospitalet, va ser Can Gras, utilitzada com a fàbrica de la família Trinxet en 1933.
La nau Can Gras va ser un dels exponents de l'arquitectura modernista industrial de principis del segle xx.

## Santa Eulàlia de Provençana
El creixement del barri de Santa Eulàlia va ser el resultat de la ràpida implantació de diverses indústries des del final del segle xix. Per la seva proximitat a Barcelona, estava partida en tres línies de ferrocarril (Barcelona-Martorell des de 1955, la de Vilanova des de 1881 i la que conduïa a Igualada des de 1912). La fragmentació urbana amb tantes línies va obligar a l'Ajuntament de l'Hospitalet, l'any 1935, a construir un pont. Era una zona industrial, sobretot del sector tèxtil, amb empreses com les de Can Trinxet, la Tèxtil Pareto, Godó i Trias, etc., i, des de finals dels anys 60, la fàbrica de l'òptica Cottet.

## Fàbrica Trinxet
La fàbrica, construïda en 1907 per l'arquitecte Joan Alsina i Arús, va ser propietat també d'Avel·lí Trinxet i Casas, propietari de la Casa Trinxet (Barcelona, 1904) obra de Josep Puig i Cadafalch i amb frescs de Joaquim Mir i Trinxet, enderrocada en 1965. Actualment l'espai de la fàbrica ha estat recuperat per a altres serveis residencials i d'equipaments, mantenint-se una part de la construcció modernista. La fàbrica Trinxet estava situada al Carrer Santa Eulàlia, 172.

## Conjunt industrial
A Can Trinxet es fabricava l'anomenat "vellut del tramviaire", la pana de color torrat amb la qual es confeccionaven els uniformes dels treballadors de la Companyia de Tramvies de Barcelona (Companyia de Tramvies de Barcelona). El grup d'empreses de la família Trinxet donaven ocupació a gairebé 1.100 persones. A Can Trinxet hi havia 365 treballadors.
En el seu terreny també s'allotjaven les instal·lacions de Julià. Fora dels murs de Can Trinxet funcionaven petites tendes i tallers.
El grup d'empreses de la família Trinxet (Trinxet S.A., Tints i Aprests Moderns S.A., Trinxet Industrial S.A., etc.) que operaven en Can Trinxet, juntament amb altres grans empreses tèxtils de l'Hospitalet (Tecla Sala, Auxiliar Tèxtil Cotonera, Tèxtil Filats, Caralt i Pérez, Godó i Trias, Gomar i Cia, Vilumara, etc), van sobreviure a la caiguda del tèxtil dels anys 50. Juntament amb la signatura tèxtil Albert Hnos., és l'única que també sobreviuria més enllà de 1975. No obstant això, i a diferència d'Albert Hnos., Trinxet SA ja no operava en 1981 en l'Hospitalet.